# Jakub Ekier
Jakub Ekier (ur. 1961  w Warszawie ) – polski poeta, tłumacz i eseista.

## Biogram
Syn pianisty Jana Ekiera. Absolwent germanistyki  na Uniwersytecie Warszawskim . Po ukończeniu studiów pracował jako lektor w wydawnictwie .
Tłumaczył utwory m.in. takich autorów, jak: Bertolt Brecht, Paul Celan, Franz Kafka, Reiner Kunze, Durs Grünbein i Ilse Aichinger . Od 1994 współpracownik „Literatury na Świecie” . Autor czterech książek poetyckich. Członek warszawskiego oddziału Stowarzyszenia Pisarzy Polskich.

## Publikacje

### Poezja
- Z dnia na dzień (1992)[2]
- Cały czas: wiersze 1986-91 (Brulion, Warszawa-Kraków 1992)[2]
- Podczas ciebie (Wydawnictwo a5, Kraków 1999)[2]
- Krajobraz ze wszystkimi (Wojewódzka Biblioteka Publiczna i Centrum Animacji Kultury, Poznań 2012)

### Wybrane przekłady
- Reiner Kunze Jak rzeczy z gliny: wybór wierszy z esejem autora (1992)
- Helmut Böttiger(inne języki) Paul Celan. Miasta i miejsca (2002)
- Daniel Kehlmann Beerholm przedstawia (2004)
- Daniel Kehlmann Rachuba świata (2007)
- Durs Grünbein Wulkan i wiersz (2010)
- Franz Kafka Proces (2008, wyd. II przejrz. 2016)
- Reiner Kunze remont poranka (wybór wierszy i prozy, 2008)
- Heinrich Steinfest Subtelny nos Lilly Steinbeck (2010)
- Ferdinand von Schirach(inne języki) Przestępstwo (2011)
- Max Frisch Dziennik 1956−1949, 1966−1971 (tłum. wspólnie z Krzysztofem Jachimczakiem(inne języki), 2015)

## Nagrody i wyróżnienia
- 2001 – Nagroda im. Barbary Sadowskiej[2]
- 2001 – Nagroda im. Huberta Burdy
- 2002 – Nagroda Literacka Czterech Kolumn
- 2004 – stypendium programu Homines Urbani[4]
- 2008 – Nagroda austriackiego Ministerstwa Kultury, Oświaty i Sportu za przekład[2]
- 2011 – Nagroda „Literatury na Świecie” za rok 2010 za przekłady prozy[5]
- 2013 – nominacja do Orfeusza – Nagrody Poetyckiej im. K.I. Gałczyńskiego za tom Krajobraz ze wszystkimi[6]
- 2013 – Nagroda im. Karla Dedeciusa za przekłady poezji[7]